# Décès en janvier 1997
Décès
- 1993
- 1994
- 1995
- 1996
- 1997
- 1998
- 1999
- 2000
- 2001

Pour une information complémentaire, voir la page d'aide.

| Date          | Nom                                   | Activités                                                           | Âge         | Source |
| ------------- | ------------------------------------- | ------------------------------------------------------------------- | ----------- | ------ |
| date inconnue | Jacques Bouyssou                      | Peintre français                                                    | 70          |        |
| 1er janvier   | Stan Drake                            | Dessinateur de BD américain                                         | 75          |        |
| 1er janvier   | Birte Høeg Brask                      | Spécialiste danoise de l'autisme                                    | 78          |        |
| 1er janvier   | Franco Volpi                          | Acteur italien                                                      | 75          |        |
| 1er janvier   | Townes Van Zandt                      | Chanteur de country américain                                       | 52          |        |
| 1er janvier   | James Pritchard                       | Archéologue américain                                               | 87          |        |
| 1er janvier   | Philippe Marie Picard                 | Peintre français                                                    | 81          |        |
| 1er janvier   | Bradley Nash                          | Secrétaire du Commerce américain de 1927 à 1929                     | 96          |        |
| 1er janvier   | Hagood Hardy                          | Compositeur canadien                                                | 59          |        |
| 1er janvier   | Al Eugster                            | Animateur et réalisateur américain                                  | 87          |        |
| 1er janvier   | Caspar Diethelm                       | Compositeur suisse                                                  | 70          |        |
| 1er janvier   | Arnoldo Devonish                      | Athlète vénézuélien spécialiste du triple saut                      | 65          |        |
| 1er janvier   | Renée Dennsy                          | Actrice française                                                   | 92          |        |
| 1er janvier   | Randy California                      | Guitariste de rock américain                                        | 45          |        |
| 1er janvier   | Pierre Brodin                         | Universitaire français                                              | 87          |        |
| 2 janvier     | James D Webb                          | Politicien américain                                                | 60          |        |
| 2 janvier     | Townes Van Zandt                      | Chanteur country américain                                          | 52          |        |
| 2 janvier     | Michel Heller                         | Historien russe                                                     | 74          |        |
| 3 janvier     | Antonin Ver                           | Député français du Tarn-et-Garonne                                  | 92          |        |
| 3 janvier     | Marie Torre                           | Chroniqueuse de TV américaine                                       | 72          |        |
| 3 janvier     | Gianfranco Pandolfini                 | Joueur de water-polo italien                                        | 76          |        |
| 3 janvier     | Antonio Le Sieur                      | Educateur et chercheur québécois                                    | 82          |        |
| 3 janvier     | Velda Johnston                        | romancière américaine                                               | 84          |        |
| 3 janvier     | Roger Goeb                            | Compositeur américain                                               | 82          |        |
| 3 janvier     | Louise Beaudet (conservatrice)        | Spécialiste du cinéma d'animation québécoise                        | 69          |        |
| 4 janvier     | Sam Narron                            | Joueur de baseball américain                                        | 83          |        |
| 4 janvier     | Claudia Sanders                       | Veuve du Colonel Sanders                                            | 92          |        |
| 4 janvier     | Medhi Ben Rekhissa                    | footballeur tunisien.                                               | 26          |        |
| 4 janvier     | Gérard Taillis                        | Footballeur français.                                               | 84          |        |
| 4 janvier     | Marcus Langseth                       | Géologue américain                                                  | 64          |        |
| 4 janvier     | Burton Lane                           | Compositeur américain                                               | 84          |        |
| 4 janvier     | Harry Helmsley                        | Magnat de l’immobilier américain                                    | 87          |        |
| 5 janvier     | Vero Copner Wynne-Edwards             | Zoologiste britannique                                              | 91          |        |
| 5 janvier     | Vince Williams                        | Acteur américain                                                    | 39          |        |
| 5 janvier     | André Franquin                        | Dessinateur de BD belge, créateur de Gaston Lagaffe                 | 73          |        |
| 5 janvier     | Pierre Baudis                         | Maire de Toulouse                                                   | 80          |        |
| 6 janvier     | Sándor Végh                           | Chef d’orchestre hongrois                                           | 91          |        |
| 6 janvier     | Edwin Van Valkenberg Sutherland       | Général américain                                                   | 82          |        |
| 6 janvier     | Gerry Roufs                           | Skipper québécois                                                   | 43          |        |
| 6 janvier     | Kalevi Laitinen                       | Gymnaste finlandais                                                 | 78          |        |
| 6 janvier     | Lucien Guervil                        | Acteur français                                                     | 88          |        |
| 6 janvier     | Bertil de Suède                       | Prince suédois                                                      | 84          |        |
| 7 janvier     | Sándor Végh                           | Violoniste et chef d'orchestre hongrois                             | 84          |        |
| 7 janvier     | Jacques Sauvageot                     | Cogérant français du journal Le Monde                               | 72          |        |
| 7 janvier     | Christopher Mayhew                    | Homme politique britannique                                         | 82          |        |
| 8 janvier     | Normand Hudon                         | Peintre et caricaturiste québécois                                  | 67          |        |
| 8 janvier     | George Handy                          | Compositeur de jazz américain                                       | 76          |        |
| 8 janvier     | Melvin Calvin                         | Biochimiste américain, Prix Nobel de 1961                           | 85          |        |
| 9 janvier     | Albert Wohlstetter                    | Physicien nucléaire américain                                       | 83          |        |
| 9 janvier     | Jesse White                           | Acteur américain                                                    | 80          |        |
| 9 janvier     | Lucien Turcotte Pacaud                | Historien militaire québécois                                       | 80          |        |
| 9 janvier     | Maliq Shelloli                        | Politicien albanais                                                 | ?           |        |
| 9 janvier     | Edward Osobka-Morawski                | Homme politique polonais                                            | 87          |        |
| 9 janvier     | Raymond Fafard                        | Animateur radiophonique québécois                                   | 70          |        |
| 9 janvier     | Angelo Drossos                        | Ancien dirigeant américain de basket-ball                           | 68          |        |
| 10 janvier    | George Lewis Young                    | Footballeur écossais                                                | 74          |        |
| 10 janvier    | Julie van der Veen                    | Peintre néerlandaise                                                | 93          | (en)   |
| 10 janvier    | Alexander Robert Todd                 | Chimiste britannique, Prix Nobel de 1957                            | 89          |        |
| 10 janvier    | Kenny Pickett                         | Chanteur britannique                                                | 52          |        |
| 10 janvier    | Alvinio Misciano                      | Ténor italien                                                       | 83          |        |
| 10 janvier    | Philip Marchildon                     | Joueur de baseball canadien                                         | 89          |        |
| 10 janvier    | Sheldon Leonard                       | Acteur et producteur américain                                      | 89          |        |
| 10 janvier    | Elspeth Huxley                        | Ecrivain britannique                                                | 89          |        |
| 10 janvier    | Seymour Halpern                       | Politicien américain                                                | 83          |        |
| 10 janvier    | André Caron                           | Politicien québécois                                                | 52          |        |
| 10 janvier    | Mary Bancroft                         | Espionne américaine                                                 | 93          |        |
| 11 janvier    | Jill Summers                          | Actrice britannique                                                 | 86          |        |
| 11 janvier    | Helen Foster Snow                     | Écrivain américain                                                  | 89          |        |
| 11 janvier    | Angelo Froglia                        | Peintre italien                                                     | 41          | (it)   |
| 11 janvier    | Cavan O’Connor                        | Chanteur et acteur britannique                                      | 97          |        |
| 11 janvier    | Jean-Max Doumic                       | Médecin français                                                    | 81          |        |
| 11 janvier    | Émile Courtin                         | Peintre français                                                    | 73          |        |
| 12 janvier    | Carole Wallace                        | Militante féministe québécoise                                      | 49          |        |
| 12 janvier    | Subijakto Rawirasubrata               | Général indonésien                                                  | ?           |        |
| 12 janvier    | Charles Huggins                       | Chirurgien américain, Prix Nobel de 1966                            | 95          |        |
| 12 janvier    | Jean-Edern Hallier                    | Ecrivain français                                                   | 61          |        |
| 12 janvier    | Ira Freeman                           | Journaliste américain                                               | 90          |        |
| 12 janvier    | André Brugerolle                      | Député français                                                     | 90          |        |
| 13 janvier    | Leo Margolis                          | Parasitologue canadien                                              | ?           |        |
| 13 janvier    | Ernest Bayer                          | Champion d’aviron américain                                         | ?           |        |
| 14 janvier    | Polly Ann Young                       | Actrice américaine                                                  | 88          |        |
| 14 janvier    | Emil Stern                            | Compositeur français                                                | 83          |        |
| 14 janvier    | Dollard Ménard                        | Général canadien                                                    | 83          |        |
| 14 janvier    | Roland Martin                         | Archéologue français                                                | 74          |        |
| 14 janvier    | King Hu                               | Cinéaste chinois                                                    | 65          |        |
| 14 janvier    | Robert Irsay                          | Propriétaire américain des Colts d’Indianapolis                     | 72          |        |
| 14 janvier    | Paul-Marie Duval                      | Ecrivain français                                                   | 74          |        |
| 14 janvier    | John Amdisen                          | Footballeur danois                                                  | 62          |        |
| 15 janvier    | Kenneth Thiman                        | Biologiste américain                                                | 92          |        |
| 15 janvier    | Henry Silsbee                         | Physicien américain                                                 | 74          |        |
| 15 janvier    | Edward Pflueger                       | Chimiste américain                                                  | 91          |        |
| 15 janvier    | José Ignacio Domecq Gonzalez          | Vigneron espagnol                                                   | 82          |        |
| 15 janvier    | Oscar Auerbach                        | Pathologiste américain                                              | 92          |        |
| 16 janvier    | Beverly Peer (en)                     | Bassiste américain                                                  | 84          |        |
| 16 janvier    | Juan Landazuri Ricketts               | Cardinal péruvien                                                   | 83          |        |
| 16 janvier    | André Grossiord                       | Neurologue français                                                 | ?           |        |
| 16 janvier    | Romano Amerio                         | Philosophe suisse                                                   | 82          |        |
| 16 janvier    | Ödön Gróf                             | Nageur hongrois                                                     | ?           |        |
| 17 janvier    | Theo Wilson                           | Journaliste américaine                                              | 79          |        |
| 17 janvier    | Clyde Tombaugh                        | Astronome américain, il découvrit Pluton                            | 90          |        |
| 17 janvier    | Gilberto Martínez Solares             | Cinéaste mexicain                                                   | 90          |        |
| 17 janvier    | Ernest Griffith                       | Politologue américain                                               | 100         |        |
| 17 janvier    | Robert Giraud                         | Écrivain français                                                   | 75          |        |
| 17 janvier    | Ivan Devriès                          | Compositeur français                                                | 88          |        |
| 17 janvier    | Jean Béranger                         | Ancien Sénateur français                                            | 71          |        |
| 17 janvier    | Asfa Wossen (en)                      | Prince éthiopien                                                    | 80          |        |
| 18 janvier    | Peter Van Dijk                        | danseur et chorégraphe allemand                                     | 68          |        |
| 18 janvier    | Leroy Anderson                        | Guitariste américain                                                | 73          |        |
| 18 janvier    | Paul Tsongas                          | sénateur américain                                                  | 55          |        |
| 18 janvier    | Diana Lewis                           | actrice américaine                                                  | 77          |        |
| 18 janvier    | Myfanwy Piper                         | critique d’art britannique                                          | 85          |        |
| 18 janvier    | Stuart Kaufman                        | Historien américain                                                 | 54          |        |
| 18 janvier    | Björn Isfält                          | Compositeur suédois                                                 | 54          |        |
| 18 janvier    | Orval Gravelle                        | Joueur de hockey canadien                                           | 92          |        |
| 18 janvier    | Keith Diamond                         | Parolier américain                                                  | 92          |        |
| 18 janvier    | Neville Franklin Crump                | Entraîneur de chevaux de courses britannique                        | 86          |        |
| 18 janvier    | Ruth Brinkmann                        | Comédienne autrichienne                                             | 62          |        |
| 19 janvier    | Marcel Fontaine                       | diplomate français, ancien otage au Liban                           | 54          |        |
| 19 janvier    | Robert Chapatte                       | journaliste et coureur cycliste français                            | 75          |        |
| 19 janvier    | Adriana Caselotti                     | actrice américaine                                                  | 80          |        |
| 19 janvier    | Tamara Makarova                       | actrice russe                                                       | 89          |        |
| 19 janvier    | Bert Kuczinski                        | sportif américain                                                   | 71          |        |
| 19 janvier    | Ardis Krainick                        | directrice de l’Opéra de Chicago                                    | 67          |        |
| 19 janvier    | Madeleine Guérin                      | comédienne québécoise                                               | 90          |        |
| 19 janvier    | Henri Gaberel                         | historien suisse                                                    | 81          |        |
| 19 janvier    | James Dickey                          | poète américain                                                     | 73          |        |
| 19 janvier    | Ivo De Souza                          | diplomate jamaïcain                                                 | 78          |        |
| 20 janvier    | Charles Opper                         | juge canadien                                                       | ?           |        |
| 20 janvier    | Yves Malinas                          | gynécologue français                                                | ?           |        |
| 20 janvier    | Hiram Keller                          | acteur américain                                                    | 52          |        |
| 20 janvier    | Joseph Jablow                         | anthropologue américain                                             | 82          |        |
| 20 janvier    | Vladimir Iamnikov                     | industriel russe                                                    | ?           |        |
| 20 janvier    | Curt Flood                            | joueur de baseball américain                                        | 57          |        |
| 20 janvier    | Mario Albertini                       | Universitaire italien                                               | 77          |        |
| 21 janvier    | Giorgio Prosperi                      | Réalisateur, dramaturge et critique littéraire italien.             | 86          | (it)   |
| 21 janvier    | Svend Truelsen                        | chef de la Résistance danoise durant la Seconde Guerre mondiale     | 81          |        |
| 21 janvier    | Ralph Reed                            | acteur américain                                                    | 66          |        |
| 21 janvier    | Tom Parker                            | imprésario d’ Elvis Presley                                         | 87          |        |
| 21 janvier    | Noël Mailloux                         | philosophe et théologien québécois                                  | 87          |        |
| 21 janvier    | Pierre Laroque                        | Haut-fonctionnaire français                                         | 89          |        |
| 21 janvier    | Edith Haisman                         | survivante du naufrage du Titanic                                   | 100         |        |
| 21 janvier    | John Glyn-Jones                       | acteur, réalisateur et producteur britannique                       | 87          | (en)   |
| 21 janvier    | Fernand Etter                         | Coureur cycliste français                                           | 55          |        |
| 21 janvier    | André Cellier                         | comédien et directeur de théâtre français                           | 71          |        |
| 22 janvier    | Robert Sarnoff                        | homme d’affaires américain                                          | 78          |        |
| 22 janvier    | Seth McCoy                            | ténor américain                                                     | 68          |        |
| 22 janvier    | Charles Levinson                      | syndicaliste américain                                              | 79          |        |
| 22 janvier    | Irwing Levine                         | parolier américain                                                  | 58          |        |
| 22 janvier    | Bernard Johnson                       | chorégraphe américain                                               | 60          |        |
| 22 janvier    | Ron Holden                            | chanteur américain                                                  | 58          |        |
| 22 janvier    | Claude Fuzier                         | sénateur français                                                   | 73          |        |
| 22 janvier    | Murray Edward Davis                   | comédien canadien                                                   | ?           |        |
| 22 janvier    | Guillermo Canedo                      | Vice-président mexicain de la Fédération internationale de Football | 73          |        |
| 22 janvier    | Pilar Barbosa de Rosario              | historienne porto ricaine                                           | 99          |        |
| 23 janvier    | Bill Zuckert                          | Acteur américain                                                    | 81          |        |
| 23 janvier    | Roger Tayler                          | astronome britannique                                               | 67          |        |
| 23 janvier    | Billy Mackenzie                       | chanteur écossais, membre des Associates                            | 39          |        |
| 23 janvier    | Alois Hudec                           | Gymnaste tchécoslovaque                                             | 88          |        |
| 23 janvier    | Paul Egli                             | Coureur cycliste suisse                                             | 85          |        |
| 23 janvier    | Charles Craig                         | chanteur d’opéra britannique                                        | 77          |        |
| 24 janvier    | Suzy Vernon                           | Actrice française                                                   | 95          |        |
| 24 janvier    | Ida Kohlmeyer                         | photographe américaine                                              | 84          |        |
| 24 janvier    | Jack Halloran                         | chanteur américain                                                  | 81          |        |
| 24 janvier    | Jean Dauby                            | poète français                                                      | 77          |        |
| 24 janvier    | Richard Berry                         | chanteur et compositeur de rock américain                           | 61          |        |
| 25 janvier    | Mira Ziminska-Sygietynska             | actrice et chanteuse polonaise                                      | 96          |        |
| 25 janvier    | Manuel Tuñón de Lara                  | universitaire espagnol                                              | 81          |        |
| 25 janvier    | Sheldon Powell                        | saxophoniste de jazz américain                                      | 68          |        |
| 25 janvier    | John Mohr                             | agent du F.B.I. américain, proche collaborateur d’Edgar Hoover      | 86          |        |
| 25 janvier    | Jeane Dixon                           | astrologue américaine                                               | 79          |        |
| 25 janvier    | Jack Isadore Cole                     | éditeur canadien                                                    | 77          |        |
| 25 janvier    | Jose Luis Cabezas                     | Journaliste argentin                                                | ? (disparu) |        |
| 25 janvier    | James Boyd                            | boxeur américain, médaillé d’or aux Jeux olympiques de Melbourne    | 67          |        |
| 25 janvier    | Donald Beer                           | champion d’aviron américain                                         | 61          |        |
| 25 janvier    | Werner Aspenström                     | Poète suédois                                                       | 78          |        |
| 26 janvier    | Mira Zimińska-Sygietyńska             | Actrice, scénariste et metteur en scène polonaise                   | 95          |        |
| 26 janvier    | Laurence Stoddard                     | champion d’aviron américain                                         | 94          |        |
| 26 janvier    | Noel Keane                            | avocat américain                                                    | 58          |        |
| 26 janvier    | Frank Dilio                           | administrateur québécois d’équipes de hockey                        | 74          |        |
| 26 janvier    | Pedro Bacán                           | guitariste de flamenco espagnol                                     | 46          |        |
| 27 janvier    | Denis Mathieu                         | Footballeur français                                                | 44          |        |
| 27 janvier    | Alexandre Zarkhi                      | Cinéaste, réalisateur et dramaturge russe                           | 88          |        |
| 27 janvier    | Said Rahbi                            | militant algérien du RCD                                            | 44          |        |
| 27 janvier    | Louis E. Martin                       | activiste noir américain                                            | 84          |        |
| 27 janvier    | Gerald Marks                          | Compositeur américain                                               | 96          |        |
| 27 janvier    | Cecil Arthur Lewis                    | pilote et cinéaste britannique                                      | 98          |        |
| 27 janvier    | Gary Fryer                            | attaché de presse américain                                         | 45          |        |
| 28 janvier    | Colin Welch                           | Journaliste politique britannique                                   | 72          |        |
| 28 janvier    | Paul Saint-Pierre                     | journaliste québécois                                               | 96          |        |
| 28 janvier    | Lord Aubrey Geoffrey Rippon of Hexham | homme politique britannique                                         | 72          |        |
| 28 janvier    | Louis Pauwels                         | journaliste et écrivain français                                    | 76          |        |
| 28 janvier    | Mikel Koliqi                          | Cardinal albanais                                                   | 94          |        |
| 28 janvier    | Raya Garbousova                       | Violoncelliste américaine                                           | 90          |        |
| 28 janvier    | Antonio Callado (en)                  | Romancier brésilien                                                 | 90          |        |
| 28 janvier    | Abdelhak Benhamouda                   | Syndicaliste algérien                                               | 51          |        |
| 29 janvier    | Teodomiro Leite de Vasconcelos        | Écrivain et journaliste mozambicain                                 | 52          |        |
| 29 janvier    | Osvaldo Soriano                       | Romancier argentin                                                  | 54          |        |
| 29 janvier    | Daniel P. Mannix                      | Romancier américain                                                 | 85          |        |
| 29 janvier    | Charles Barraud                       | Peintre suisse                                                      | 99          | (en)   |
| 30 janvier    | Jirō Yamagishi                        | Joueur de tennis japonais                                           | 84          |        |
| 30 janvier    | Frank Tejeda                          | Politicien américain                                                | 51          |        |
| 30 janvier    | Charles Hargens                       | Dessinateur américain                                               | 103         |        |
| 30 janvier    | Jean Constantin                       | Chanteur et compositeur français                                    | 54          |        |
| 31 janvier    | Roger Roy                             | Prêtre et éducateur québécois                                       | 72          |        |
| 31 janvier    | Seth Lover                            | Inventeur américain                                                 | 96          |        |
| 31 janvier    | Lea Kisselgoff                        | Sinologue américaine                                                | 88          |        |
| 31 janvier    | Jean Giroud                           | Organiste français                                                  | 86          |        |